# Мельник Ярослав Григорович
Ярослав Григорович Мельник (нар. у червні 1960 року, м.Івано-Франківськ, Україна) — український філолог, лінгвіст, славіст, доктор філології, у листопаді 2014 року отримав звання професора у Івано-Франківському університеті ім. Стефаника, кафедри загального та германського мовознавства.

## Життєпис
Народився в 1960 році на Івано-Франківщині. 3добув освіту художника-дизайнера, студіював політехніку у Харкові, а також навчався на фізико-математичному факультеті. У 1986 році закінчив філологічний факультет Івано-Франківського педагогічного інституту. У 1994 році достроково закінчив аспірантуру і успішно захистив кандидатську дисертацію. Стажувався в Лодзинському університеті (Польща), Люблінському університеті Марі Кюрі-Складовської (Польща), Ягеллонському університеті (Польща), Московському, Санкт-Петербурзькому, Ярославському університетах (Росія).
Часто виступає офіційним опонентом дисертацій в спеціалізованих радах різних вузів, є членом різних освітніх, культурних і наукових комісій, спїворганізатор Міжнародної наукової конференції «Семантика мови і тексту». Мельник Я. Г. є автором понад 200 публікацій (з них більше 5 монографій, 30 підручників та посібників) з проблем лінгвістики, лінгвофілософії, семіотики, культурології. Докторська дисертація присвячена сучасним проблемам лінгвістики, мікро- та макросистемним рівням y мові, лінгвокультурології, семіології, лінгвоантропологічній філософії, неориторики. 3аснував дискусійний студентсько-аспіранський клуб «Діалог». З 1988 впродовж 28 років організовував роботи студентів-волонтерів, в тому числі і для збору місцевого фольклору, діалектних слів і виразів в Пушкінському заповіднику Михайлівське. Звіти по практиці і напрацьовані матеріали щорічно здавалися в музей-заповідник.
У 2012 році провів фотовиставку «Моя Украина» в державному музеї-заповіднику А. С. Пушкіна «Михайлівське». Мельник Я. Г. є частим гостем програми Олени Третяк «Європейський Вектор» на телеканалі Вежа. Був також спів-ведучим науково-популярної програми «Всесвіт навколо нас».

## Відзнаки
3а наукові, педагогїчні і культурні здобутки нагороджений Почесною грамотою Міністерства освіти і науки України (2008 р.), медаллю та почесною нагородою Міністерства освіти і науки України «Відмінник освіти» (2010 р.), медаллю та Всеросійською премію «Хранителі спадщини» (2012 р.), Медаль Пушкіна (2014 р.).